# Rohozná (Pardubice)
Rohozná é uma comuna checa localizada na região de Pardubice, distrito de Svitavy.